# Михаил Йончев
Михаил Йончев е български поп певец и радиоводещ.

## Биография
Михаил Йончев е роден на 30 август 1947 г. в гр. София. Завършва Естрадния факултет на Българска държавна консерватория през 1974 г. в класа на Ирина Чмихова. Първата си песен записва още като студент („Детство“, м. Петър Ступел). Работи като солист на оркестрите „Балкантон“, „Обектив“, „Никола Чалъшканов“ и „Сезони“. Представял е песни на различни конкурси и фестивали: „Безсмъртие“ (м. Петър Ступел) – специалната награда за гражданска тематика на фестивала „Златният Орфей“ – 1971 г., „Морето е в нас“ (м. Атанас Косев) – наградата на Съюза на българските композитори на конкурса „Песни за морето, Бургас и неговите трудови хора“ – 1982 г. Участвал е в концерти в европейските страни, Алжир, Тунис, Зимбабве, Етиопия и Австрия. В началото на 80-те записва фолкорни песни, като „Петруно, пиле шарено“ и др. През 1990-те печели две награди от „Златният Орфей“ и се изявява като водещ на различни радиопредавания, предимно на фолклорна тематика. През 90-те години Михаил Йончев формира творчески тандем с Кристиян Бояджиев – „КриМи“, с когото има 30 съвместно създадени песни, сред които шлагерът „Вяра, надежда, любов“.
Михаил Йончев има дуети с Маргарита Хранова, Румяна, Росица Ганева, Мария Косара и Ралица.

## Дискография
| Година | Албум                  | Вид | Издател        | Каталожен номер |
| ------ | ---------------------- | --- | -------------- | --------------- |
| 1974   | „Михаил Йончев“        | SP  | Балкантон      | BTK 3095        |
| 1976   | „Михаил Йончев“        | SP  | Балкантон      | BTK 3322        |
| 1980   | „Михаил Йончев“        | SP  | Балкантон      | ВТК 3580        |
| 1983   | „Михаил Йончев“        | LP  | Балкантон      | ВТА 11082       |
| 1986   | „Нужна си ми ти“       | LP  | Балкантон      | BTА 11995       |
| 1989   | „Михаил Йончев“        | SP  | Балкантон      | ВТК 3956        |
| 1994   | „Вяра, надежда, любов“ | МС  | Riva Sound     | RS0189          |
| 1998   | „По ракиено време“     | МС  | Милена рекърдс | 98026           |

### Други песни
- 1972 – „Когато те няма“ – б. т. Иван Стайков, съпр. ЕОКТР, дир. Вили Казасян – от малка плоча с Петър Чернев, Емилия Маркова и Светла Стоева (Балкантон – ВТМ 6520)
- 1972 – „Елегия“ – м. Петър Ступел, т. Н. Христозов, съпр. ЕОБРТ, дир. Вили Казасян – от малка плоча с Мими Иванова (Балкантон – ВТК 2997)
- 1973 – „В бялата нощ“ – м. и ар. Светозар Русинов, т. Димитър Точев, съпр. ЕОКТР, дир. Вили Казасян – от плочата „Мелодия на годината '73“ (Балкантон – ВТА 1663)
- 1974 – „Дошла е пролетта“, трио със Стефка Оникян и Катя Филипова – м. Т. Димчев, т. М. Спасов – от плочата „Хоризонт 4“ (Балкантон – ВТА 1707)
- 1976 – „Песен за онези, които са в морето“ – м. П. Ступел, т. Кр. Станишев, ар. К. Цеков – от плочата „Песни за морето, Бургас и неговите трудови хора – III конкурс“ (Балкантон – ВТА 1950)
- 1977 – „Слънчеви часове“ – м. и ар. Янко Миладинов, т. Илия Буржев, съпр. ЕОКТР, дир. В. Казасян – от плочата „Хоризонт 11“ (Балкантон – ВТА 2091)
- 1977 – „Априлска звезда“ – м. Хр. Ковачев, т. П. Прокопова, ар. С. Щерев – от плочата „Пролет 77“ (Балкантон – ВТА 2158)
- 1977 – „Пристан“ – м. П. Ступел, т. Б. Върбанов, ар. П. Славчев – от плочата „IV конкурс Песни за морето, Бургас и неговите трудови хора“ (Балкантон – ВТА 2159)
- 1978 – „Надпяване“, дует с Росица Ганева – м. и ар. Владимир Наумов, т. Мария Шандуркова – от фестивала „Златният Орфей“ (Балкантон – ВТА 10186)
- 1979 – „Море“ – м. Ю. Ступел, т. Д. Христов, ар. Д. Бояджиев – от плочата „Песни за морето. VI конкурс“ (Балкантон – ВТА 10407)
- 1980 – „Аз те търся в дъжда“ – м. и ар. Владимир Наумов, т. Георги Константинов – от плочата „Мелодия на годината '80“ (Балкантон – ВТА 10664)
- 1980 – „Регулировчик“ – м. Г. Тимев, т. К. Иванова, ар. Ст. Димитров, съпр. орк., дир. Ст. Димитров – от малката плоча „Родината и нейните посоки“ (Балкантон – ВХК 3608)
- 1980 – „Граничарска“ – м. Г. Тимев, т. Л. Стефанова, ар. З. Радоев – от малката плоча „Бащина страна“ (Балкантон – ВХК 3606)
- 1981 – „Морска граничарска“ – м. Г. Тимев, т. П. Ладовски – от плочата „Ален мак. Избрани песни“ (Балкантон – ВТА 1300/ 601 – 602)
- 1981 – „Аз те обичам“ – м. Х. Георгиев, т. Д. Овадия, ар. С. Русинов – от плочата „Песни за южния град“ (Балкантон – ВТА 10705)
- 1982 – „Морето е в нас“, дует с Росица Ганева – м. Ат. Косев, т. Бл. Димитрова, ар. С. Младенов, съпр. ЕОБР, дир. В. Казасян – от фестивала „Песни за морето, Бургас и неговите трудови хора '82“ (Балкантон – ВТА 11032)
- 1982 – „По димитровски път“ – м. Йордан Чубриков, т. Драгин Драгнев, ар. Иван Пеев, съпр. ЕО, дир. В. Казасян – от малка плоча с Евгени Душанов (Балкантон – ВТК 3697)
- 1982 – „Шега на слънцето“ – м. Захари Георгиев, т. Кирил Аврамов – от плочата на Захари Георгиев „Синя птица“ (Балкантон – ВТА 10848)
- 1983 – „Далечни корени“ – м. Б. Елиезер, т. Е. Евтимов, ар. Д. Бояджиев – от плочата „Песни за белия град“ (Балкантон – ВТА 11220)
- 1984 – „Връстници“ – м. А. Бояджиев, т. Б. Гудев, ар. И. Пеев – от плочата „Септемврийски пориви“ (Балкантон – ВТА 11445)
- 1984 – „Риболов“ – м. и ар. И. Илиев, т. Я. Янков – от плочата „Весели ловно-рибарски песни и хумор“ (Балкантон – ВТА 11494)
- 1985 – „Ще помня твоя бряг“, дует с Росица Ганева – м. Иван Пантелеев, т. Ваньо Вълчев, ар. В. Казасян – от малка плоча със Стефка Берова и Йордан Марчинков (Балкантон – ВТК 3819)
- 1995 – „Тракийка“ – от сборния албум „Българка“
- 1995 – „Мой гълъбе“ – м. Кристиян Бояджиев и Михаил Йончев, т. Михаил Йончев, ар. Кристиян Бояджиев – от фестивала „Златният Орфей“ – втора награда
- 1996 – „Не го прави отново“ – м. и ар. Кристиян Бояджиев, т. Михаил Йончев – от фестивала „Златният Орфей“ – голямата награда
- 1997 – „Магия за любов“, дует с Ралица – м. Кристиян Бояджиев, т. Михаил Йончев, ар. Александър Кипров, Чочо Владовски и Дени Драганов – от фестивала „Златният Орфей“ (2 CD, Балкантон – 070187/ 88)
- 1998 – „Тези, които остават“, дует с Маргарита Хранова – м., т. и ар. КриМи – от дуетния диск на Маргарита Хранова „Марги и приятели“ (Poly Suond – PS 996318 147 – 1)
- 1999 – „Нещо хубаво“, дует с Мария Косара – м. и ар. Петър Станков, т. Йордан Маренков – от касетата на Мария Косара „Розово легло“ (Riva Sound – RS-0302)
- 1999 – „Семейно на море“, дует с Румяна – м., т. и ар. Михаил Йончев и Кристиян Бояджиев – от сборния албум „Milena Records Звезди 3“ (2000 г.)
- 2005 – „Горчива обич“ – м. Любомир Дамянов, т. Атанас Димов, ар. Димитър Гетов – от диска на Любомир Дамянов „Полет“ (Riva Sound – RSCD 3133)
- 2005 – „Рано е“ – м. Кирил Икономов, т. Жива Кюлджиева – от диска на Кирил Икономов „За приятелите наши“ (Кончето – MN – 19002704)

## Награди и отличия
- 1971 г. – Специалната награда за гражданска тематика на фестивала „Златният Орфей“ за песента „Безсмъртие“ (м. Петър Ступел)
- 1982 г. – Награда на Съюза на българските композитори на конкурса „Песни за морето, Бургас и неговите трудови хора“ за песента „Морето е в нас“ (м. Атанас Косев)
- 1995 г. – Втора награда на фестивала „Златният Орфей“ за песента „Мой гълъбе“ (м. Кристиян Бояджиев)
- 1996 г. – Голямата награда на фестивала „Златният Орфей“ за песента „Не го прави отново“ (м. Кристиян Бояджиев)
- 2008 г. – Първа награда и статуетка в конкурса за професионалисти за нова българска песен „София пее“ за песента „Пред календара“ (м. Кристиян Бояджиев)[1]